# Paul Wasicka
Paul Wasicka (Dallas, 17 febbraio 1981) è un giocatore di poker statunitense.
Paul Wasicka ha cominciato a giocare a poker nel 2004, quando ha partecipato ad un torneo a Denver, in Colorado. Aveva precedentemente lavorato come barman e direttore di ristorante prima di dedicarsi al poker. Wasicka si è classificato secondo, perdendo contro Jamie Gold, all'evento principale delle WSOP 2006, vincendo oltre 6.000.000 di dollari.
Wasicka ha anche giocato in un tavolo finale del World Poker Tour, al Commercio's Casino LA Poker Classic: è giunto 4º, vincendo 455.615 dollari.
Ha ottenuto 7 piazzamenti a premi alle World Series of Poker. Ha vinto il National Heads-Up Poker Championship nel 2007.
Si calcola che sino al 2011 egli abbia guadagnato più 7.300.000 dollari.

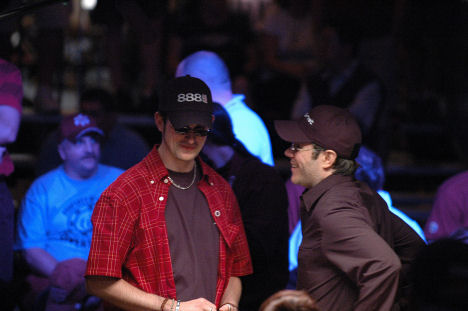
Paul Wasicka, a sinistra, con Jamie Gold.